# Dexketoprofèn
El dexketoprofèn és un fàrmac pertanyent a la família dels antiinflamatoris no esteroidals (AINE). Està indicat en el tractament simptomàtic del dolor agut de diversa etiologia. També és conegut com a dexketoprofèn trometamol.
A l'Estat espanyol està comercialitzat com a EFG, Enantyum, Adolquir, Ketesse, Fenodex; gels diversos.